# قطعنامه ۱۵۸۹ شورای امنیت
قطعنامه ۱۵۸۹ شورای امنیت سازمان ملل متحد که در تاریخ ۱۷ مارس ۲۰۰۵ تصویب شد، سندی بین‌المللی دربارهٔ بررسی وضعیت در مورد سودان است. این قطعنامه طی نشست ۵۱۴۳ام با ۱۵ رای موافق، ۰ مخالف و ۰ ممتنع تصویب شد.